# Jacques Lécuyer
Pour les articles homonymes, voir Lécuyer.
Jacques Lécuyer (né le 14 juillet 1912 à Saint-Quentin, décédé le 3 avril 1999 à Roquefort-les-Pins) était un général français, résistant, chef de l'Organisation de résistance de l'armée pour toute la région R2 (Provence).

## Biographie
Jacques Lécuyer entre à l'École militaire de Saint-Cyr à 19 ans (promotion du Tafilalet) puis devient officier d'infanterie coloniale.
En 1941, comme lieutenant puis capitaine, il est instructeur à Aix-en-Provence où sont provisoirement installées les écoles d'élèves-officiers de Saint-Cyr et de Saint-Maixent.
En 1942, avant la dispersion, il prévient ses élèves qu'il les rappellera très bientôt. Avec eux, en totale clandestinité, il met sur pied l'Organisation de résistance de l'armée (ORA) en Provence-Alpes du Sud-Côte d'Azur (région dite R2). Cette organisation comprend des structures diversifiées, articulées par département. Sous le nom de "Sapin", il démultiplie l'exercice de son autorité, en projetant ses élèves comme officiers de liaison tels les missi dominici.
Grâce aux moyens radios qui lui sont envoyés, il est en contact avec les Forces françaises libres de Londres et Alger. Cela lui permet de recevoir, par parachutages, des armes et des fonds. Il s'emploie, en priorité, à constituer et à entraîner des formations de combat qui doivent être prêtes le jour J. Il échappe de peu aux recherches de l'ennemi. Son épouse, elle-même arrêtée par la Gestapo, parvient à se soustraire au contrôle de la police allemande et, avec ses enfants, à disparaître dans la clandestinité.
Le 6 juin 1944, à la réception des messages d'exécution passés sur les ondes de la BBC, il déclenche la lutte ouverte dont il assure personnellement le commandement sur le terrain, à Barcelonnette. Alors se développent les opérations qui désorganisent les arrières allemands et facilitent l'avance foudroyante des troupes alliées débarquées le 15 août 1944 en Provence.
Nommé colonel à titre temporaire, il ne porte que les galons de commandant - qu'il deviendra effectivement en décembre 1944 - pour éviter l'inflation des grades autour de lui.
L'existence des Forces françaises de l'intérieur (FFI) étant terminée, il articule ses 5000 combattants de tous mouvements en unités régulières (qui vont être rattachées à la Ire Armée) et poursuit, au sein des forces alliées, les combats pour la libération totale du territoire.
Pour lui et la plupart de ses élèves, la guerre ne s'achèvera qu'en Extrême-Orient. Il continue, jusqu'en 1972, sa carrière d'officier, qu'il termine au grade de général de division comme attaché des Forces françaises en Allemagne.

## Œuvre
En 1987, avec l'aide et les souvenirs de ses anciens camarades de combat, il publie le livre Méfiez-vous du Toréador, témoignage de leur action sous l'occupation. Ce titre reprend le message personnel diffusé par Radio Londres qui appelait à l'insurrection les résistants de Provence-Alpes-Côte d'Azur.